# Letheobia erythraea
Letheobia erythraea — вид змій родини сліпунів (Typhlopidae). Ендемік Еритреї.

## Поширення і екологія
Letheobia erythraea відомі з двох місцевостей, розташованих в Еритрейському нагір'ї, одна з яких знаходиться поблизу міста Сегенейті, на висоті 2200 м над рівнем моря, а друга — в околицях Гелеба, на висоті 1800 м над рівнем моря. Вони живуть на високогірних луках і в лісах.